# (2255) Qinghai
(2255) Qinghai (1977 VK1) – planetoida z pasa głównego asteroid okrążająca Słońce w ciągu 5,45 lat w średniej odległości 3,09 au. Została odkryta 3 listopada 1977 roku.